# Bernard Forbes
Bernard Arthur William Patrick Hastings Forbes, 8e comte de Granard, (17 septembre 1874 – 10 septembre 1948), titré vicomte Forbes de 1874 à 1889, est un soldat anglo-irlandais et un homme politique libéral. 

## Jeunesse
Il est le fils de George Forbes (7e comte de Granard), et de Mary Frances Petre, fille de William Petre (12e baron Petre). À 14 ans, il devient le huitième comte de Granard à la mort de son père en 1889. 

## Carrière politique
En atteignant sa majorité en 1895, Granard prend son siège à la Chambre des lords sous son titre junior de baron Granard, qui est dans la pairie du Royaume-Uni. Lorsque les libéraux arrivent au pouvoir en 1905 sous la direction de Henry Campbell-Bannerman, il est nommé Lord-in-waiting (whip du gouvernement à la Chambre des lords) et assistant du directeur général des postes, postes qu'il occupe jusqu'en 1907 et 1909 respectivement. En 1907, il est admis au Conseil privé et nommé maître du cheval, un poste qu'il conserve jusqu'en 1915. 
Il est également impliqué dans la politique irlandaise. Il est membre de la convention alimentaire irlandaise, contrôleur alimentaire pour l'Irlande en 1918, année où il est également admis au Conseil privé d'Irlande. Il est membre du Sénat de courte durée d'Irlande du Sud en 1921 et du Sénat de l'État libre d'Irlande de 1922 à 1934. Il est de nouveau maître du cheval entre février 1924 et 1936, mais à cette époque, ce poste a cessé d'être un poste politique. Granard est également vice-amiral de Connaught, Lord Lieutenant de Longford. Il est fait Chevalier de l'Ordre de Saint-Patrick en 1909. 

## Militaire
En 1896, il est affecté au 3e bataillon (milice), Gordon Highlanders, mais le 29 novembre 1899, il est muté comme sous-lieutenant des Scots Guards. Après le déclenchement de la seconde guerre des Boers à la fin de 1899, il est avec le 2e bataillon de son régiment et quitte Southampton pour l'Afrique du Sud sur le SS Britannic en mars 1900. Il sert avec le 1er bataillon en Afrique du Sud de 1900 à 1902, prenant part à la bataille de Bergendal (août 1900) et aux opérations à Komatipoort. Pendant qu'il est en Afrique du Sud, il est promu lieutenant le 20 juillet 1901. Après la fin de la guerre, Lord Granard quitte Le Cap pour l'Angleterre sur le SS Simla fin juillet 1902 . Il est promu capitaine en 1905. En 1908, il est nommé lieutenant-colonel des Post Office Rifles. Il démissionne de ses commissions dans les Post Office Rifles en 1910 et les Scots Guards en 1911. En 1916, il est rappelé comme commandant du 5e bataillon, Royal Irish Regiment. Il est ensuite secrétaire militaire du commandant en chef des forces de Thessalonique à partir de 1917. 
Outre sa carrière politique et militaire, Granard siège également au conseil d'administration d'Arsenal Football Club et est président de club de 1936 à 1939. 

## Famille

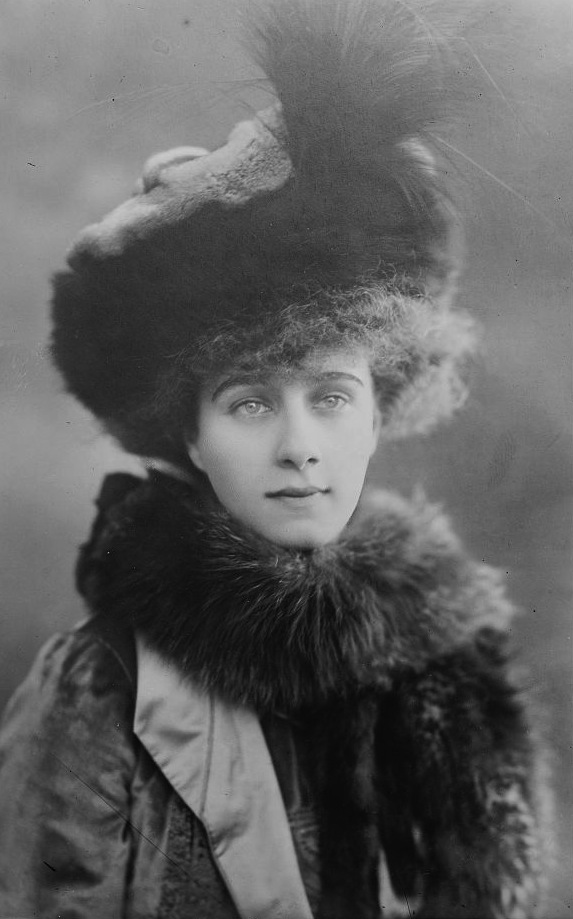
Béatrice, comtesse de Granard, vers 1910.

Lord Granard épouse, en 1909, Beatrice Mills (en), fille du riche homme d'affaires américain Ogden Mills (en) de Staatsburg, New York. Elle est la sœur jumelle de Gladys Mills Phipps. Son frère, Ogden L. Mills, est le 50e secrétaire au Trésor des États-Unis. Ils ont quatre enfants, dont Eileen Beatrice, l'épouse de John Crichton-Stuart (5e marquis de Bute). 
Lord Granard est décédé une semaine avant son 74e anniversaire. Son fils aîné Arthur Forbes (9e comte de Granard) (en) lui succède. Outre son siège à Castleforbes, Newtownforbes, comté de Longford, Irlande, Lord Granard a une résidence à Londres à Forbes House, Halkin Street, et une résidence au 73, rue de Varenne, Paris. 